# Massimo Iosa Ghini
Massimo Iosa Ghini (Bologna, 18 giugno 1959) è un architetto e designer italiano.

## Biografia

### Infanzia,  formazione
Nato a Bologna, il 18 giugno 1959, Massimo Iosa Ghini è figlio di Lucia Iosa, ambasciatore del design italiano nel mondo. Frequenta le scuole elementari con insegnante Antonio Faeti, futuro professore ordinario di Letteratura per l'Infanzia. Faeti era solito far rappresentare agli allievi eventi storici in forma di strisce di Fumetto, e vedendo la passione di Iosa Ghini per la rappresentazione, predisse il futuro dell'allievo annunciando un «Signora, suo figlio farà l'architetto da grande».
Dopo una prima esperienza in architettura a Firenze, di fatto si laureerà in Architettura al Politecnico di Milano. Ancora studente, nel 1982 disegna per alcune riviste tra cui Frigidaire, Alter Linus e Vanity. Nei suoi anni da studente a Milano fa amicizia con Franca Sozzani e Fabio Bellotti.

### Carriera professionale
Nel 1985 diventa consulente della Rai realizzando le sceneggiature e la grafica per alcune produzioni televisive, tra cui Obladì Obladà, condotto da Serena Dandini. 
Nel 1986 è tra i fondatori del gruppo Bolidismo e ha collaborato con il gruppo Memphis fondato da Ettore Sottsass, conosciuto nel 1984 grazie all'amico Fabio Bellotti. Nello stesso anno l'azienda Moroso realizza il primo progetto di design di Iosa Ghini: nasce la poltroncina Numero Uno.
Iosa Ghini, nominato Ambasciatore del Design Italiano e del Red Dot Network, Socio Effettivo del Comitato Leonardo, Membro Effettivo della Accademia Clementina, Bologna, nel 2015 ha ricevuto il Premio Marconi per la Creatività. 
Nel 1989 inizia la collaborazione con l'azienda di illuminotecnica giapponese Yamagiwa e ad Osaka, nello stesso anno gli vengono conferite le chiavi della città. Sempre nello stesso anno tiene la sua prima mostra all'Inspiration Gallery presso l'Axis Building di Tokio.
Si occupa di progettazione di architetture, installazioni culturali e commerciali, e catene di negozi. È inoltre attivo in campo teorico con la partecipazione a convegni, conferenze e seminari sull'architettura e il design. Tra le sue installazioni, quella del 1988 realizzata al Centro Georges Pompidou.
I suoi progetti si trovano in vari musei e hanno ricevuto riconoscimenti, tra cui Roscoe Award negli U.S.A.; Good Design Award dal Chicago Athenaeum; Red Dot Award; IF product design award e il premio IAI AWARD Green Design Global Award a Shanghai (Cina).
Ha curato la Biennale Architettura di Venezia 2010, come relatore nel ciclo di conferenze Dialoghi Ailati, curate da Luca Molinari.
Biennale Architettura di Venezia 2012, il progetto Seat presentato nel Padiglione Italia “Le architetture del Made in Italy”, curato da Luca Zevi.
Nel 2013 la Triennale di Milano ha dedicato una mostra antologica ai suoi trent'anni di carriera professionale, dagli esordi all'oggi sostenibile, nel 2014 riproposta dal MAMbo - Museo d'Arte Moderna di Bologna.
Nel 2015 un suo retail concept, KIKO MILANO, ha vinto nella categoria BEST RETAIL GLOBAL EXPANSION al MAPIC 2014.
Il 25 aprile 2015, la Fondazione Marconi e il Marconi Institute for Creativity gli hanno conferito il Premio Marconi per la Creatività come riconoscimento per le sue capacità ideative.
Il 21 maggio dello stesso anno presso la sede di ICE Agenzia a Roma EUR, è stata inaugurata la sua installazione "Assolo Italiano", dedicata alle eccellenze del Made in Italy. 
Il 26 ottobre 2015, in occasione della Chicago Architecture Biennal, è stato relatore con una lecture dal titolo "Sustainability of today in contemporary design: La sostenibilità non è solo una tecnologia ma anche un atteggiamento".
Iosa Ghini, nominato Ambasciatore del Design Italiano e del Red Dot Network, Socio Effettivo del Comitato Leonardo, Membro Effettivo della Accademia Clementina, Bologna, nel 2015 ha ricevuto il Premio Marconi per la Creatività.
Tra i suoi punti di riferimento ha citato Frank Lloyd Wright, Ettore Sottsass, Raymond Loewy e Victor Papanek.